# Bianca Jagger
Bianca Pérez-Mora Macías (Managua, Nicaragua; 2 de mayo de 1945) es una actriz y activista nicaragüense.

## Matrimonio con Mick Jagger
Se casó en Saint-Tropez (Francia) en 1971 con Mick Jagger, cantante de The Rolling Stones, con quien tuvo una hija: Jade Jagger. Aunque hay debates sobre la fecha exacta, la pareja visitó Nicaragua después del terremoto de 1972.
El matrimonio estuvo rodeado siempre de rumores sobre adulterio y los Jagger se divorciaron en 1979. Bianca llegó a declarar: «Mi matrimonio finalizó el día de mi boda».

## Activismo
En 1979, Bianca Jagger visitó Nicaragua con una delegación de la Cruz Roja y quedó impresionada con la brutalidad del régimen de Somoza; esto la persuadió para dedicarse a tareas relacionadas con la justicia y los derechos humanos. 
Durante los años 1980, se opuso a la intervención de los Estados Unidos en Nicaragua tras la Revolución Sandinista. Se ha opuesto a la pena de muerte y se ha manifestado a favor de los derechos de las mujeres y de las minorías amerindias, especialmente los de la tribu yanomami de Brasil y Venezuela.
Colabora con organizaciones humanitarias tales como Amnistía Internacional y Human Rights Watch. En 2003 fue nombrada Embajadora de Buena Voluntad del Consejo Europeo.
En 2013 realizó una visita a Nicaragua, para la celebración del Festival de Poesía en la ciudad de Granada, donde fue homenajeada por muchos artistas nacionales, como Gioconda Belli, entre otros.
En 2016 fue acusada de emitir mensajes racistas en Twitter donde promocionó la web Metapedia con la lista de parlamentarios británicos que votaron a favor de la intervención militar en Irak; dicha lista contenía términos despectivos y racistas. Bianca se disculpó en Twitter señalando que no sabía que había colocado un enlace de una enciclopedia de extrema derecha.
En 2018, durante las manifestaciones antigubernamentales en Nicaragua, Bianca Jagger visitó dicho país junto con Amnistía Internacional. Durante esa visita, Bianca Jagger y Erika Guevara-Rosas (directora para las Américas de Amnistía Internacional) presenciaron el ataque de los paramilitares contra los estudiantes que se tomaron la Universidad Nacional de Ingeniería (UNI); ellas estaban reunidas en la Universidad Centroamericana (UCA) con el rector José Alberto Idiáquez cuando el asedio empezó. La visita dio lugar a la publicación conjunta de un informe titulado «Disparar a matar», en que se exponen las serias violaciones a los derechos humanos que estaba llevando a cabo el gobierno de Daniel Ortega. En dicho informe se destaca que la «estrategia de represión» había estado caracterizada por el uso excesivo de la fuerza, ejecuciones extrajudiciales, el control de los medios de comunicación y el uso de grupos parapoliciales para reventar las protestas ciudadanas. El saldo de ese cóctel violento había sido —hasta el momento— de al menos 81 personas asesinadas.